# Cerro Grande (Chihuahua)
Cerro Grande es una elevación importante ubicada en el municipio de Chihuahua, en el estado mexicano de Chihuahua. Se encuentra justo al sur de la ciudad y desde el se puede apreciar gran parte de ella. Tiene una altitud de ± 1 900 metros sobre el nivel del mar y ± 430 metros de prominencia.
Se le conoce mucho entre los habitantes de la ciudad además del tamaño, debido a que tiene una enorme cruz que lo caracteriza en su parte norte, dirigida hacia el valle de la ciudad. Junto con el Cerro Santa Rosa y el Cerro Coronel, el cerro Grande compone el escudo del estado. Anteriormente el Relleno sanitario de la ciudad se encontraba en sus faldas hasta que se saturó y se terminó de verter desechos en él.[cita requerida]
Varios riachuelos y arroyos bajan de este cerro, que es la culminación y el apéndice que entra a la ciudad de la Sierra el Charco y la Sierra de Mápula.
Es muy visitado por turistas y montañistas, principalmente en verano, cuando hay más vegetación. En su ladera sur existen tres cuevas.[cita requerida]

## Geología

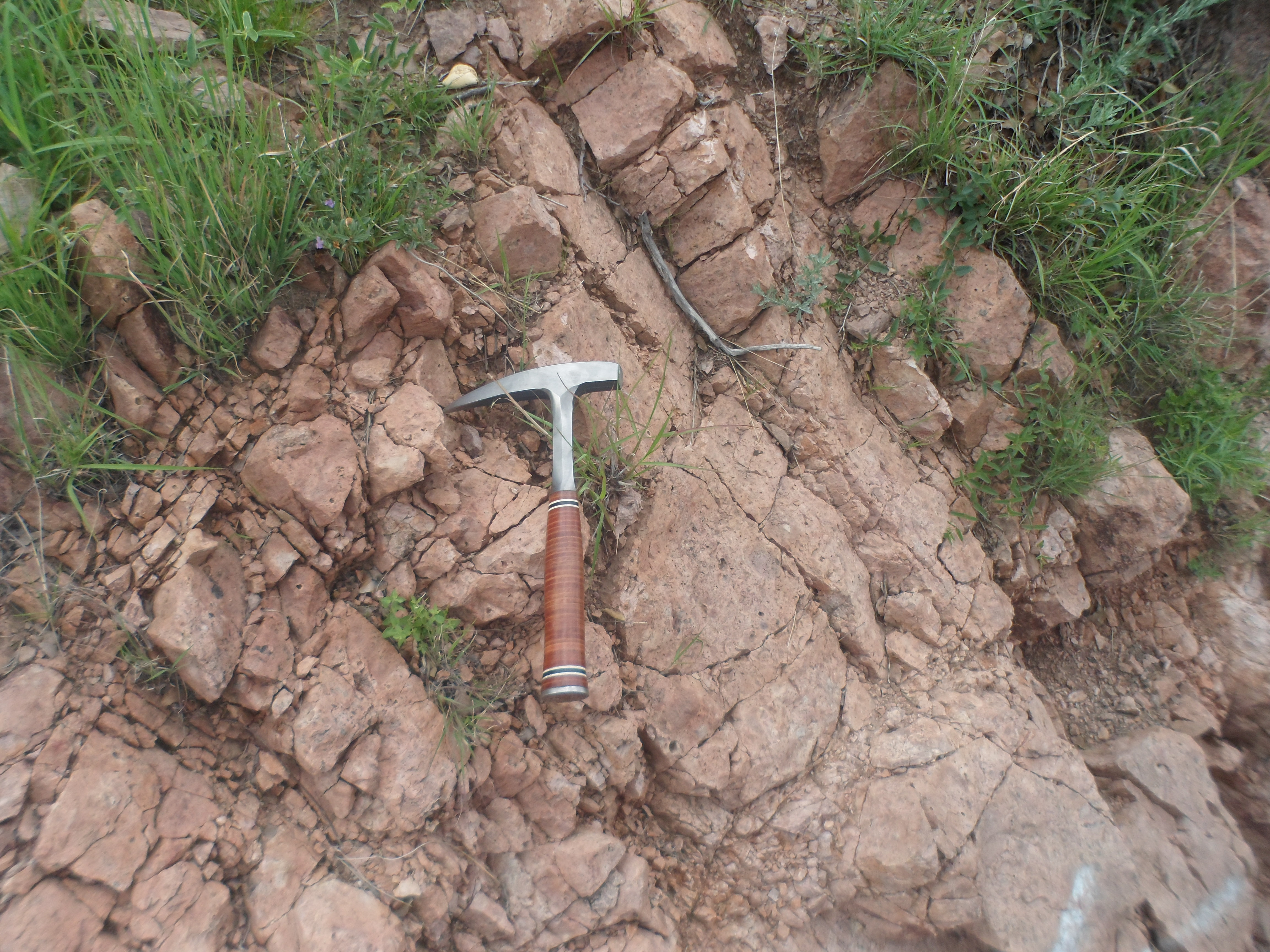
Rocas de origen volcánico extrusivo en el sendero a la cumbre, con un Martillo de geólogo.

El Cerro Grande está compuesto principalmente de roca ígnea extrusiva específicamente de toba ignimbrita, la roca ignimbrita común presente en el cerro es de colores variados que van de blanco, gris claro y café claro, en partes presenta tonos rojizos, y son de estructura compacta, masiva y textura piroclástica, presentan una mineralogía cuyo contenido consiste 6% de fragmentos de rocas, y roca pómez orientadas, alineadas y aplastadas. El Cerro Grande sobreyace discordantemente a toba andesítica. Cercano a su base hay roca ígnea intrusiva granodiorita. Basándose en su posición estratigráfica con relación a formaciones geológicas sedimentarias del Mesozoico subyacente a la unidad geológica del Cerro Grande se estima que data aproximadamente del período oligoceno.

## Importancia biocultural

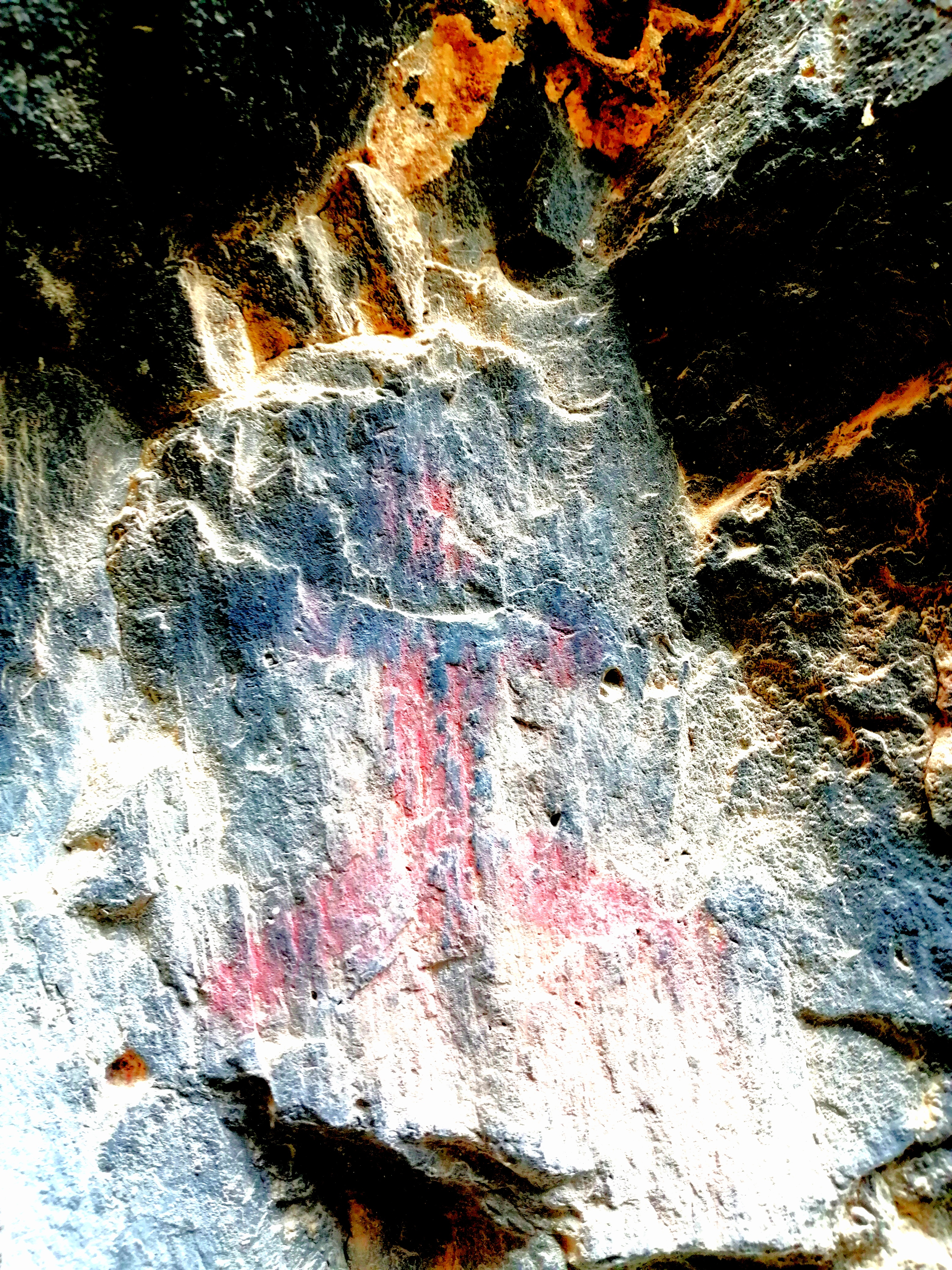
Pintura rupestre en el Cañón Blanco

El Cerro Grande fue propuesto en 2015 por el Maestro Enrique Servín para ser declarado como parque natural bajo el nombre Rarámuri "Arewakawi".[cita requerida] También ha sido reconocido por grupos descendientes N´de Apache de Chihuahua bajo el nombre de Gran Cerro "Ndzil Choo".[cita requerida]
Existe una cueva registrada por el INAH con una pintura rupestre de posible origen Conchos, que representa una figura humana con los brazos y pies extendidos, es de época indeterminada pero que posiblemente date del Siglo XVII. Ubicada en el Cañón Blanco, estando en un abrigo rocoso se infiere que el sitio arqueológico se trataba de un campamento estacional, originalmente había lascas en el sitio.
También cuenta con un llamado "Ojo de agua", fuente de vital líquido para los animales del Cerro.[cita requerida]
Aparece en distintos vídeos, murales, canciones, entre otras expresiones artísticas, como un símbolo indiscutible de la identidad chihuahuense.[cita requerida]
Está reconocido como paisaje protegido por su gran valor biocultural.[cita requerida]
El Cerro Grande fue el objeto de una defensa ciudadana y popular del territorio, el medio ambiente y el patrimonio biocultural, donde se llevó a cabo la primera audiencia pública con las autoridades municipales. Se han realizado manifestaciones, caminatas, eventos culturales, entre muchas otras acciones para garantizar el cuidado y la protección a este cerro.[cita requerida]

## Importancia ambiental

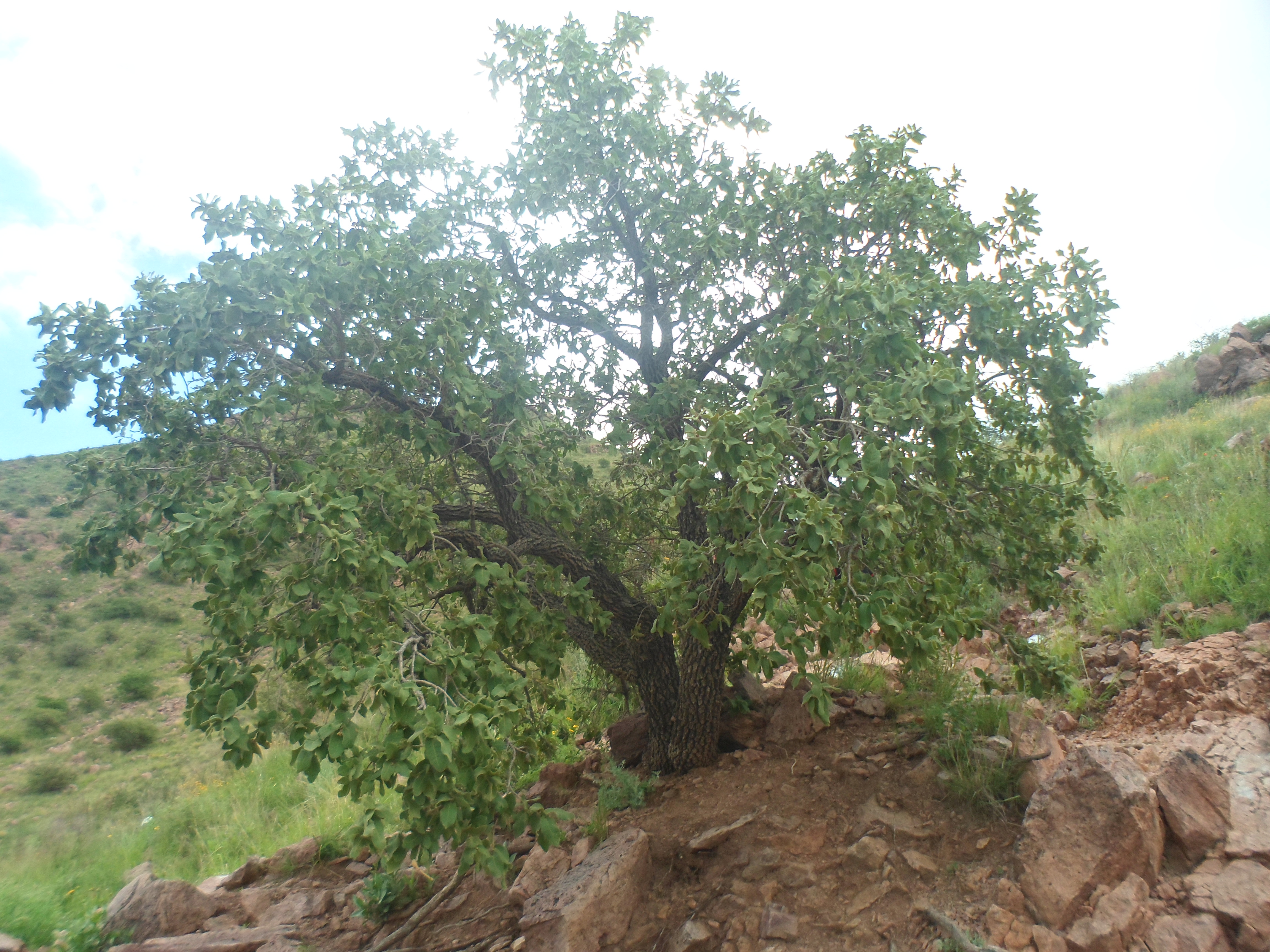
Roble (Quercus chihuahuensis) en el sendero a la cumbre.

En este Cerro se han encontrado diversas especies de flora y de fauna. Una zona cercana a la cima se encuentra cubierta por los remanentes de un bosque de encino chihuahuense.[cita requerida] En el año del 2019, una caminata de alumnos de secundaria fue el escenario para el descubrimiento de una planta que se registró por primera vez en la ciudad de Chihuahua (Ipomea duranguensis).[cita requerida] Está poblado de diversos cactus y arbustos y se han documentado excrementos de animales silvestres como lo pueden ser cánidos y felinos.[cita requerida]

## Cultura popular
Hay varias leyendas que tienen algo que ver con el cerro; entre las más populares se encuentran "La casa de los chinos", "Los dos ladrones de oro y sus espíritus", "Las minas y el otro mundo", "La cadena que arrastra el perro fusilado en Riva Palacio" y "Los túneles de Chihuahua"

## Galería

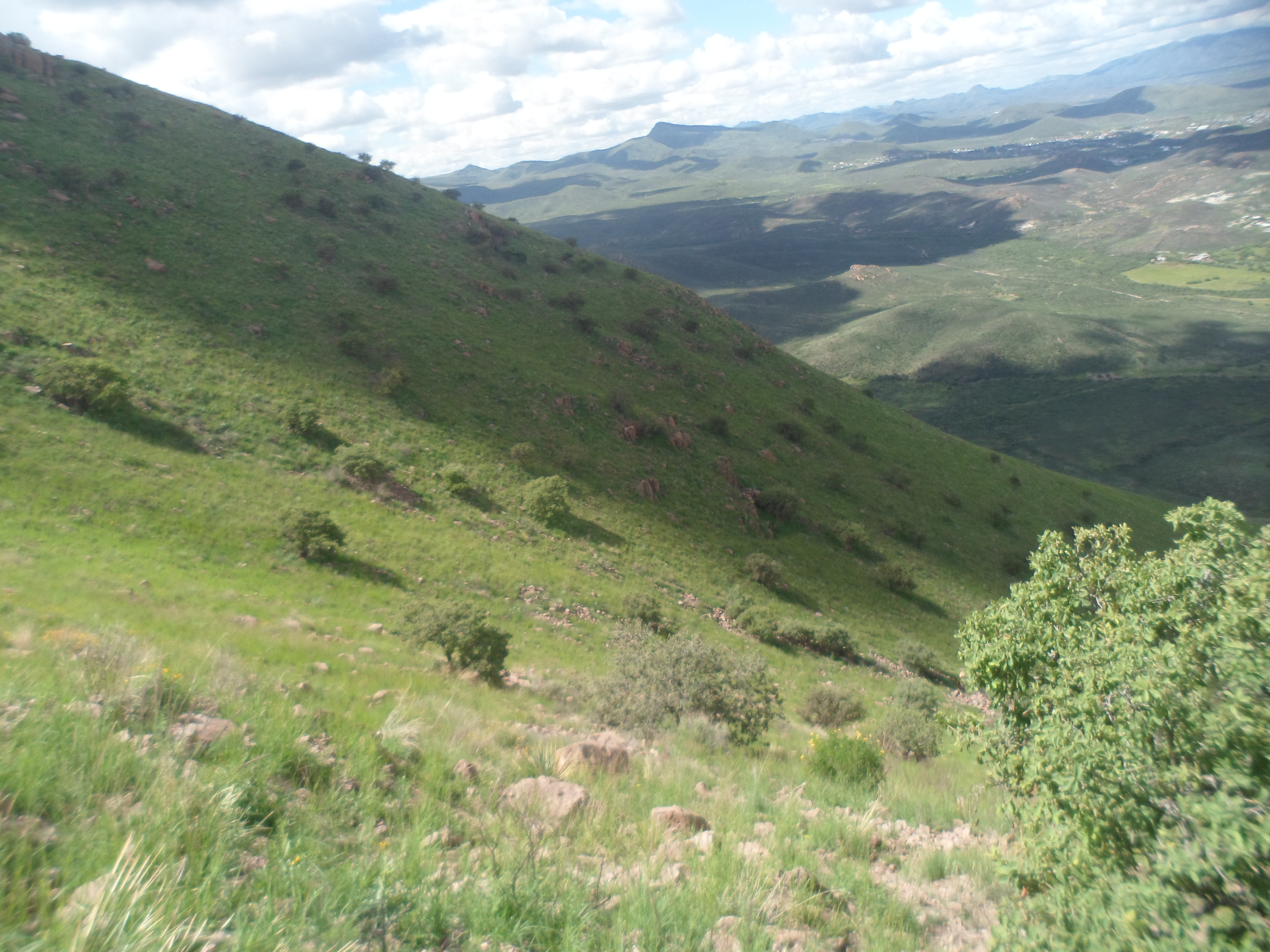
Bosque de robles Quercus chihuahuensis en la ladera noroeste del Cerro.
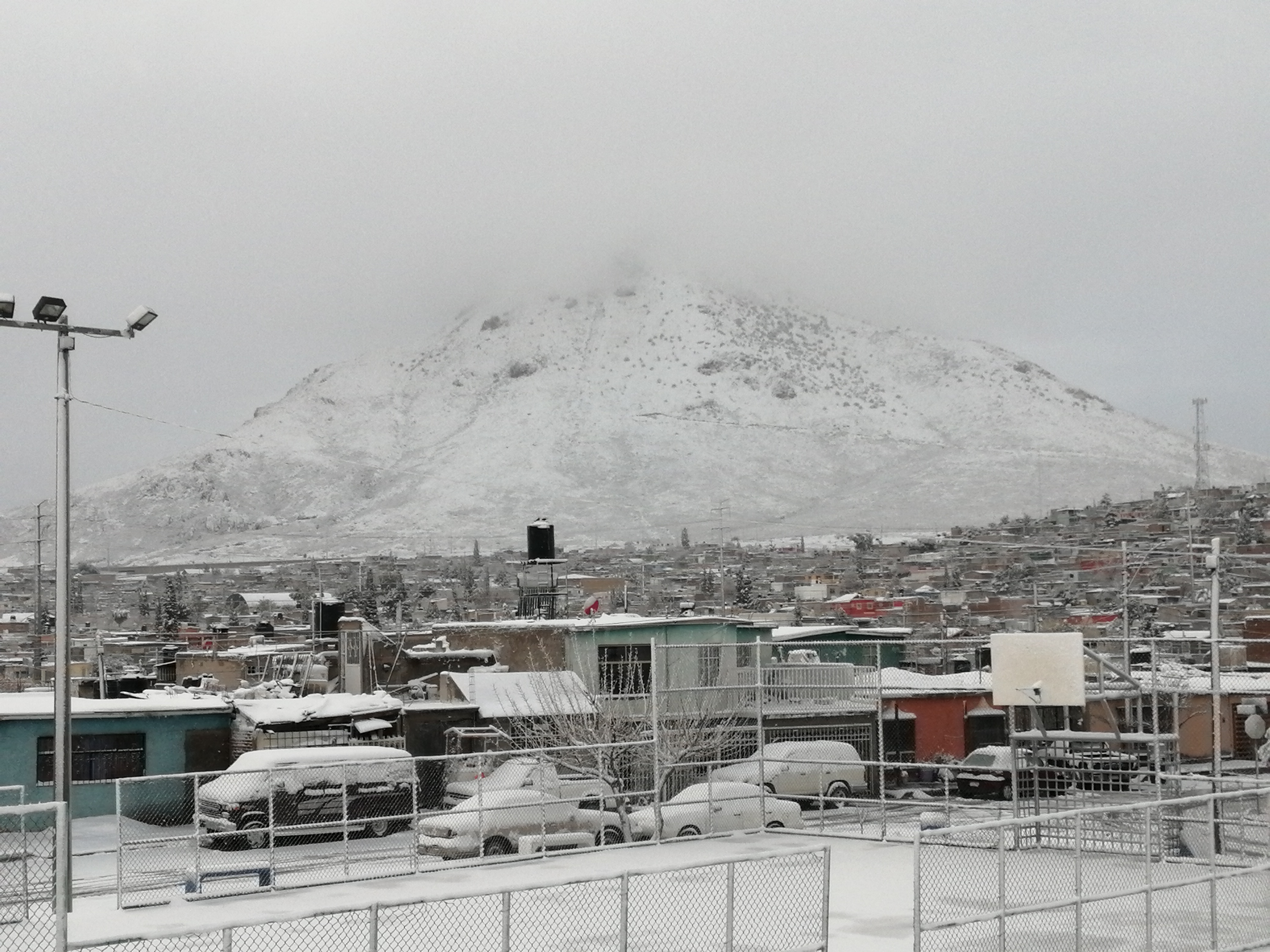
Cerro Grande cubierto de nieve tras la  tormenta invernal de Diciembre de 2020.
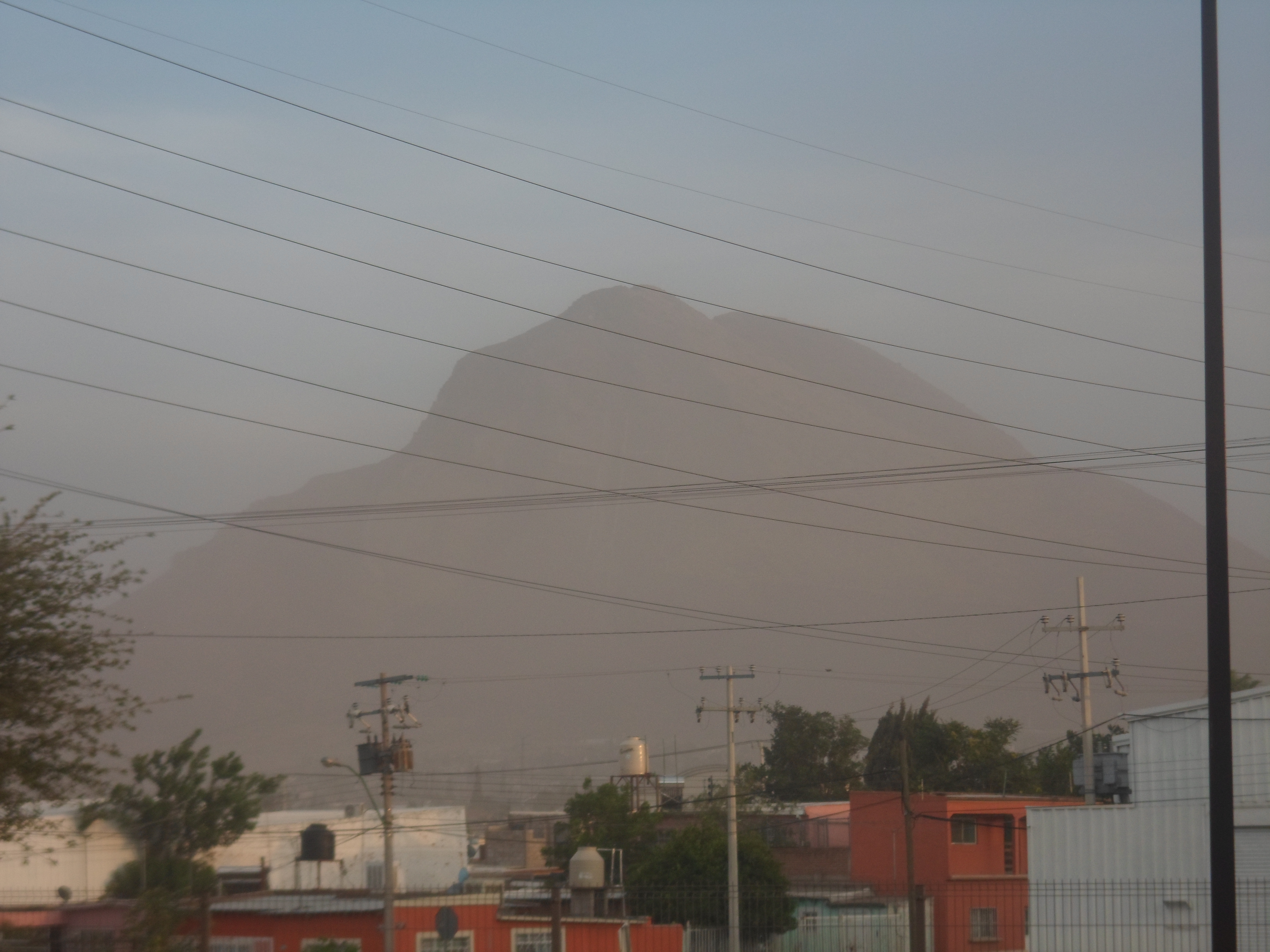
Vista del cerro durante una tormenta de polvo.
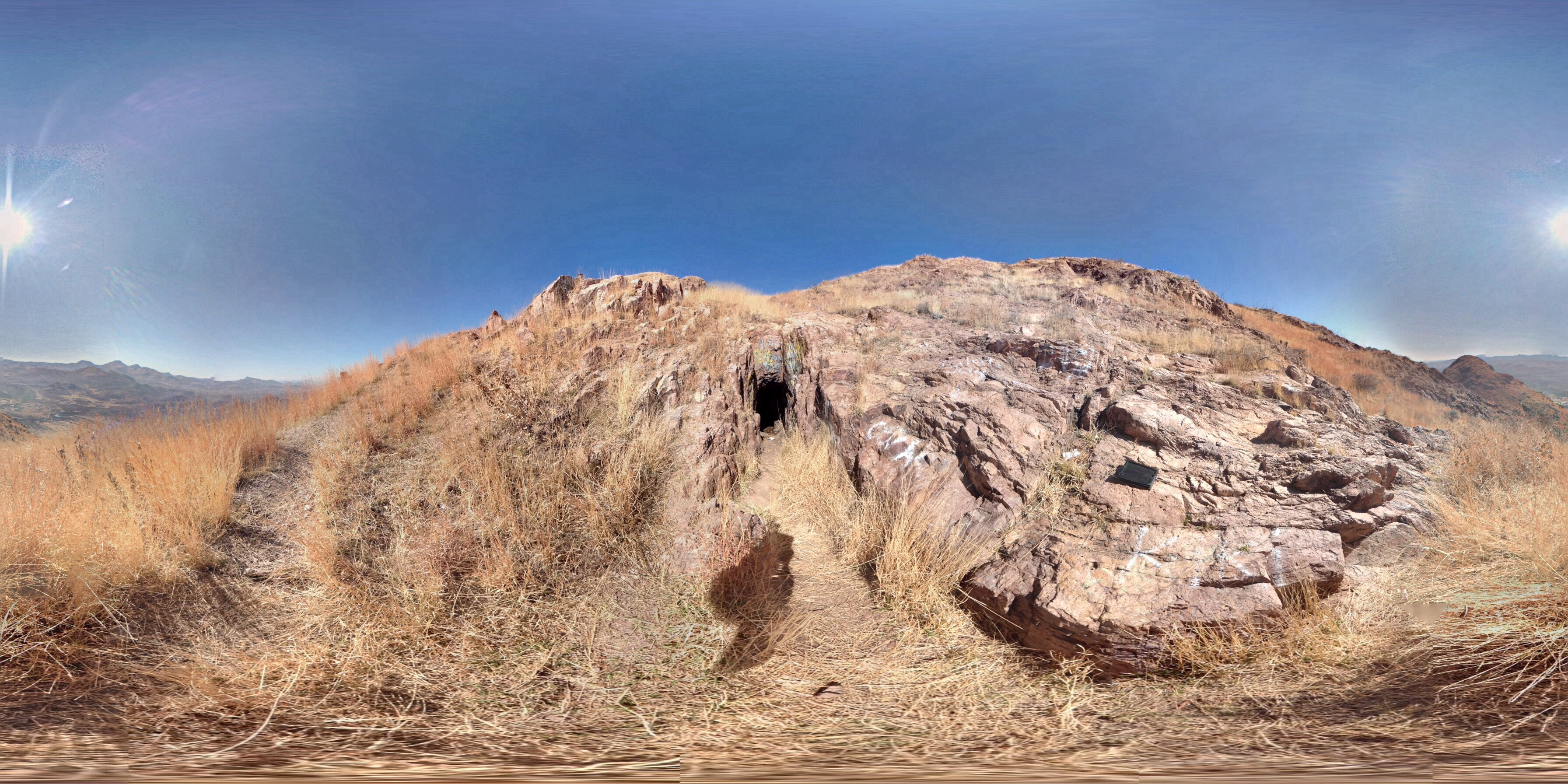
Foto panorámica de la Cueva y ojo de agua en la ladera sur del Cerro.
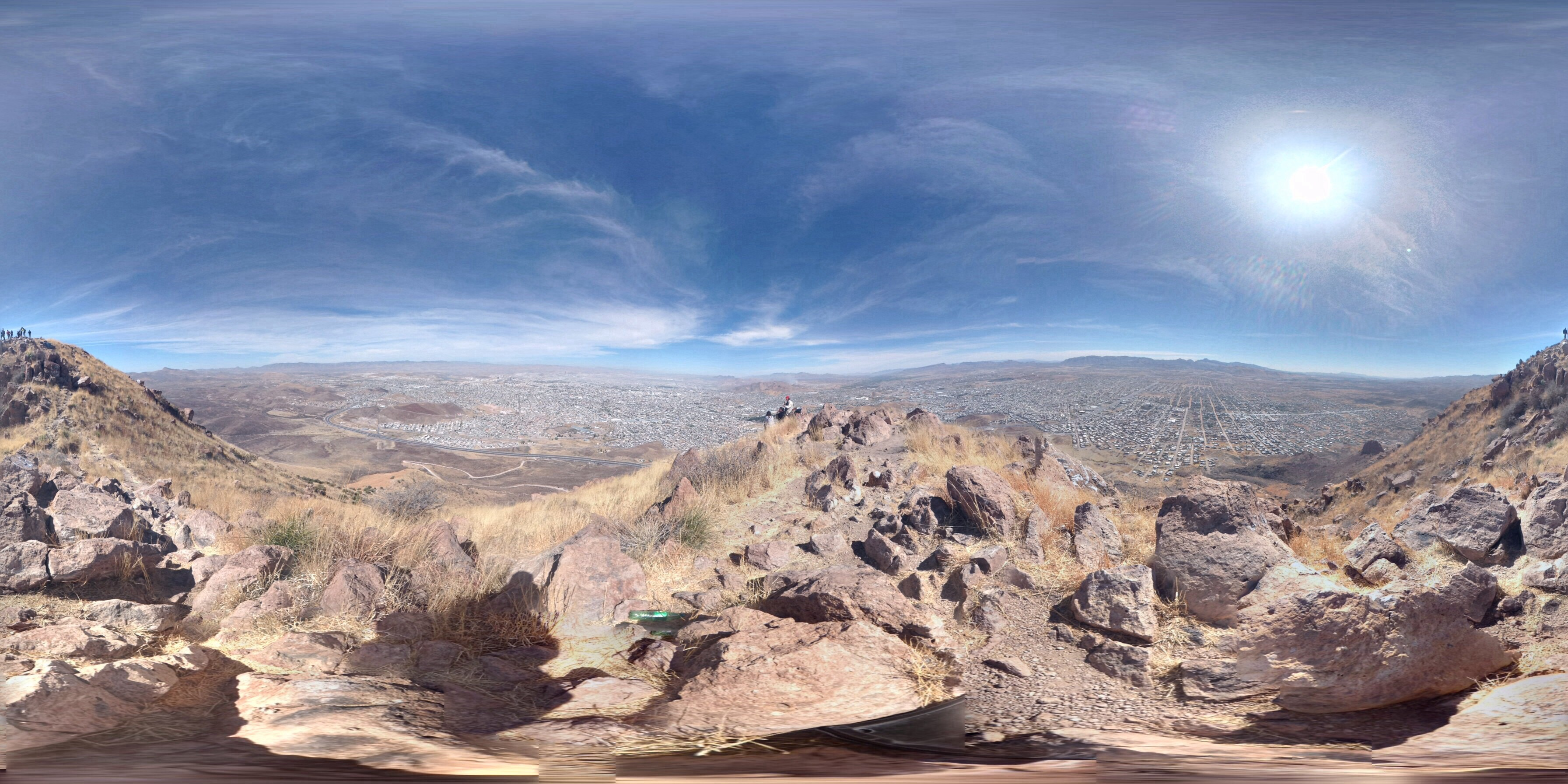
Vista panorámica desde una de las cumbres del Cerro